# Jan Gottfried Heister
Jan Gottfried hrabě von Heister (německy Johann Gottfried Georg Franz de Paula Joseph Felix Cajetan Reichsgraf von Heister) (27. prosince 1715 Štýrský Hradec – 20. června 1800 Klagenfurt) byl rakouský šlechtic, politik a státní úředník ve službách Habsburků. Za vlády Marie Terezie a Josefa II. byl dlouholetým zemským hejtmanem v Korutansku (1763–1774) a Tyrolsku (1774–1787).

## Životopis

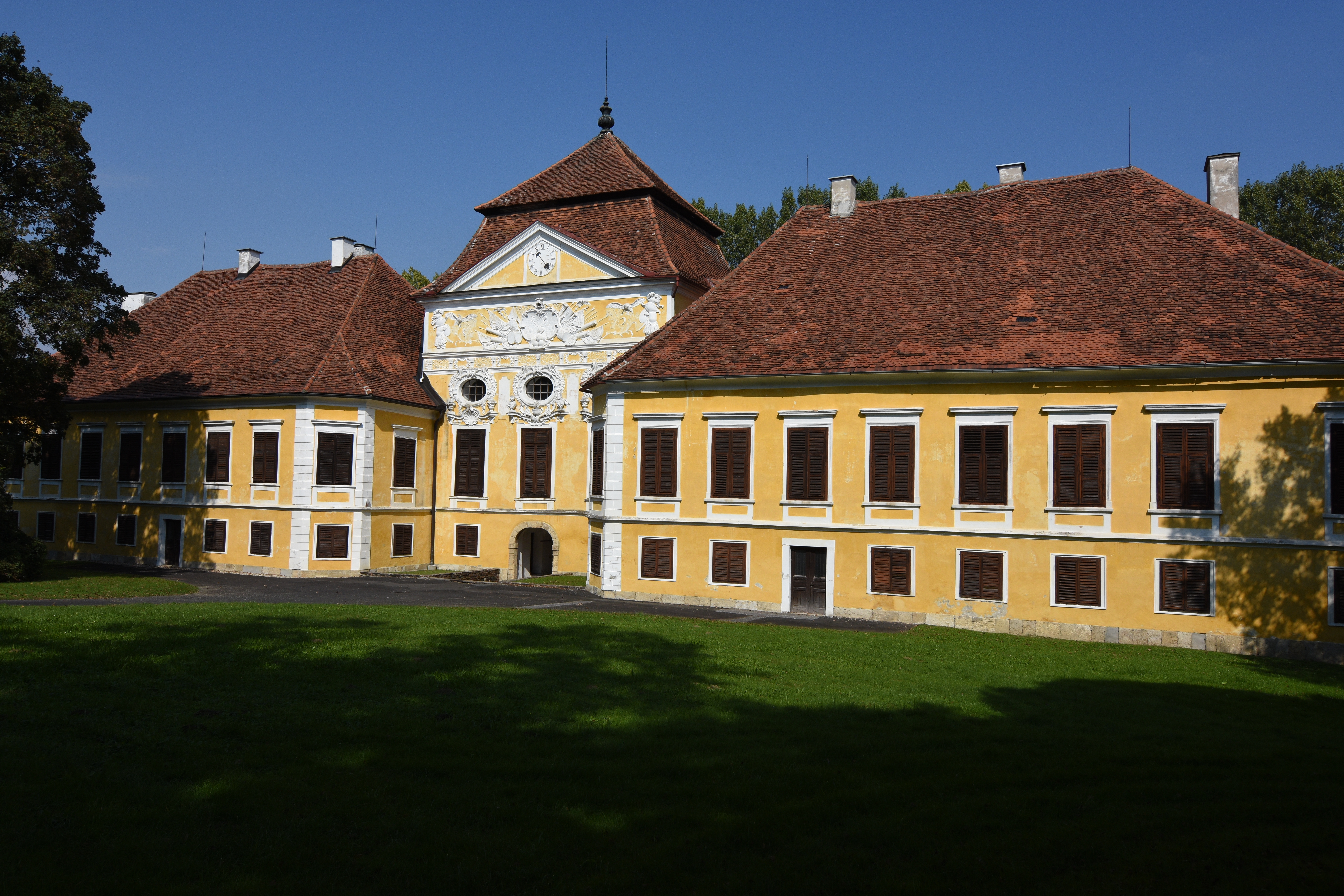
Zámek Kirchberg (Štýrsko), hlavní sídlo rodu Heisterů v 17. a 18. století

Pocházel ze starého šlechtického rodu usazeného od 17. století v habsburských zemích (od roku 1692 s titulem říšských hrabat). Narodil se jako jediný syn plukovníka hraběte Rudolfa Heistera (1684–1717), který padl při obléhání Bělehradu, po otci byl vnukem polního maršála Sigberta Heistera (1646–1718). Po dobu Gottfriedovy nezletilosti řídila poručnickou správu matka Marie Regina, rozená hraběnka z Gleispachu (1689–1765). Od mládí působil ve státních službách, mimo jiné byl radou stavovské reprezentace v Korutansku, kde v roce 1742 získal obyvatelské právo (inkolát) nebo dolnorakouským vládním radou, získal též čestné tituly císařského komorníka a tajného rady. V letech 1763–1774 byl zemským hejtmanem v Korutansku. V roce 1774 byl ve funkci zemského hejtmana, respektive guvernéra přeložen do Tyrolska. Marie Terezie tím porušila zažité pravidlo jmenovat do tohoto úřadu někoho z místní šlechty a od Heistera si slibovala fungování státního úředníka nezaujatého místními poměry. To se ale minulo účinkem, protože jeho působení v Tyrolsku provázela značná korupce. Ve funkci zemského hejtmana nicméně setrval třináct let až do roku 1787. Za zásluhy byl nositelem velkokříže uherského Řádu sv. Štěpána.
V roce 1741 se na zámku Grafenstein oženil s hraběnkou Marií Antonií Orsini-Rosenbergovou (1720–1762), dámou Řádu hvězdového kříže a dcerou vlivného diplomata Filipa Josefa Orsini-Rosenberga. Z jejich manželství se narodilo sedm potomků, z nichž tři zemřeli v dětství. Předčasně zemřel i nejstarší syn Rudolf Albert (1745–1771), c. k. komoří a státní úředník. Dospělého věku se dožil syn Filip Nerius (1745–1826), který v armádě dosáhl hodnosti generálmajora. Dcera Aloisie (1751–1836) byla manželkou hraběte Františka Jindřicha Blümegena (1756–1806), majitele panství Letovice na jižní Moravě a Dolní Adršpach ve východních Čechách. Syn Filip Nerius byl později spoludědicem adršpašského panství.